# Чемпіонат України з легкої атлетики в приміщенні серед юнаків 2020
Чемпіонат України з легкої атлетики в приміщенні серед юнаків 2020 був проведений 27-29 січня в легкоатлетичному манежі Сумського державного університету.
Медалі були розіграні серед спортсменів 2003 року народження та молодше.
На чемпіонаті був встановлений новий рекорд України в приміщенні серед юнаків (U18) у п'ятиборстві (4034 очки). Його авторкою стала Анастасія Матузна з Харківщини.
Першість у командному заліку вибороли легкоатлети Київської області (818 очок), які випередили команди Харківської (817) та Донецької (781) областей.

## Чемпіони
| 60 метрів                       | Станіслав Коноваленко Київська область                                                | 7,13 PB                              | Яніна Юрченко Харківська область                                             | 7,76 =PB    |
| 200 метрів                      | Владислав Резун Донецька область                                                      | 23,21 PB                             | Анна-Марія Хіміч Львівська область                                           | 25,49 PB    |
| 400 метрів                      | Олександр Сосновенко Донецька область                                                 | 50,05 PB                             | Надія Стецюк Київська область                                                | 57,03 PB    |
| 800 метрів                      | Владислав Бойко Київська область                                                      | 1.59,73 PB                           | Юлія Уніч Рівненська область                                                 | 2.11,92 PB  |
| 1500 метрів                     | Роман Хоменко Київ                                                                    | 4.15,56                              | Марія Козлюк Рівненська область                                              | 4.38,18 PB  |
| 3000 метрів                     | Владислав Скочко Полтавська область                                                   | 9.20,06 PB                           | Юлія Петрик Волинська область                                                | 10.06,36 PB |
| 60 метрів з бар'єрами (76,2 см) |                                                                                       | Валерія Мухоброд Київська область    | 8,86 PB                                                                      |             |
| 60 метрів з бар'єрами (91,4 см) | Денис Слюсар Київ                                                                     | 8,11 PB                              |                                                                              |             |
| 2000 метрів з перешкодами       | Дмитро Сулило Тернопільська область                                                   | 6.16,01 PB                           | Валентина Щаслива Вінницька область                                          | 7.08,11 PB  |
| 100+200+300+400 метрів          | Донецька область Владислав Резун Данило Полковников Максим Фомін Олександр Сосновенко | 2.03,59                              | Київська область Анна Безименна Людмила Поліщук Надія Стецюк Тетяна Чорновол | 2.20,71     |
| Ходьба 3000 метрів              |                                                                                       | Валерія Шоломіцька Волинська область | 13.38,55 PB                                                                  |             |
| Ходьба 5000 метрів              | Микола Рущак Сумська область                                                          | 22.15,90                             |                                                                              |             |
| Стрибки у висоту                | Роман Петрук Житомирська область                                                      | 2,06 PB                              | Анісія Лочман Київ                                                           | 1,77 SB     |
| Стрибки з жердиною              | Ілля Шух Київська область                                                             | 4,40 PB                              | Анна Дудніченко Київська область                                             | 3,70 PB     |
| Стрибки у довжину               | Олексій Поліщук Черкаська область                                                     | 7,13 PB                              | Лілія Остапчук Київ                                                          | 5,63 PB     |
| Потрійний стрибок               | Микита Нарольський Київ                                                               | 14,61 PB                             | Олександра Чернуха Хмельницька область                                       | 12,52 PB    |
| Штовхання ядра (3 кг)           |                                                                                       | Дар'я Козачок Житомирська область    | 15,30 PB                                                                     |             |
| Штовхання ядра (5 кг)           | Іван Демиденко Київська область                                                       | 16,01 PB                             |                                                                              |             |
| П'ятиборство                    |                                                                                       | Анастасія Матузна Харківська область | 4034 NIU18R                                                                  |             |
| Семиборство                     | Ілля Бєлоус Дніпропетровська область                                                  | 4478                                 |                                                                              |             |